# صلصة الكريمة البيضاء
صَلصة الكَريمة البَيضاء (بالفرنسية: Sauce velouté)‏ ،هيَ إحدى الصَلصات الأساسية الخمس في المَطبخ الفَرنسي والتي حدّدها أوغسطين أوسكوفير في القَرن التاسع عشر، وتعتبر الصَلصات الأُم التي وضعها تَبسيطاً لقائمة ماري-أنتوني كاريم. مُصطلح velouté هو مُصطلح فرنسي وَصفي، يَعني المُخمليّ.

## التَحضير
يَتم تَحضير صَلصة الكريمة البَيضاء عَن طريق وَضع كَميات مُتساوية مِن مَرقة الدَجاج أو السَمك مَع خَليط من الزُبدة والطَحين، ثم يتم إضافة الملح والفلفل حَسب الحاجة والرَغبه.

## الاستخدام
عادة ما تُقدم صلصة الكريمة البَيضاء مع الأطباق والمأكولات البَحرية، وَتُعتبر أساس للكَثير من الصَلصات الأُخرى، مِثل:
- صلصة البوفيرا.
- صلصة الأليماندا: حَيث يتم إضافة عصير اللَيمون وَمَخفوق البَيض وَالكَريما.
- صلصة سوبريم.
- صلصة النبيذ.[2]

## المَصادر
1. ↑  Escoffier، Auguste؛ Adams, Charlotte (2000). The Escoffier Cookbook and Guide to the Fine Art of Cookery: For Connoisseurs, Chefs, Epicures Complete With 2973 Recipes (ط. 55). New York: Crown Publishers, Inc. ص. 19–21. ISBN:978-0-517-50662-2.
2. ↑  Berg, Ron. Northwoods Fish Cookery. U of Minnesota Press. ص. 218–219. ISBN:1452904782. مؤرشف من الأصل في 2020-01-25. {{استشهاد بكتاب}}: |archive-date= / |archive-url= timestamp mismatch (مساعدة)